# Lary (Fluss)
Der Lary ist ein Fluss in Frankreich, der in der Region Nouvelle-Aquitaine verläuft. Er entspringt als Larit im Gemeindegebiet von Condéon, entwässert generell Richtung Süd und mündet nach rund 54 Kilometern im Stadtgebiet von Guîtres als rechter Nebenfluss in die Isle.
Auf seinem Weg durchquert der Lary die Départements Charente, Charente-Maritime und Gironde.

## Orte am Fluss
- Bors (Canton de Charente-Sud)
- Saint-Palais-de-Négrignac
- Saint-Martin-d’Ary
- Clérac
- La Clotte
- Lagorce
- Guîtres

## Sehenswürdigkeiten
Das Tal des Flusses ist als Natura 2000-Schutzgebiet unter Code FR5402010 registriert.